# Альбом для марок

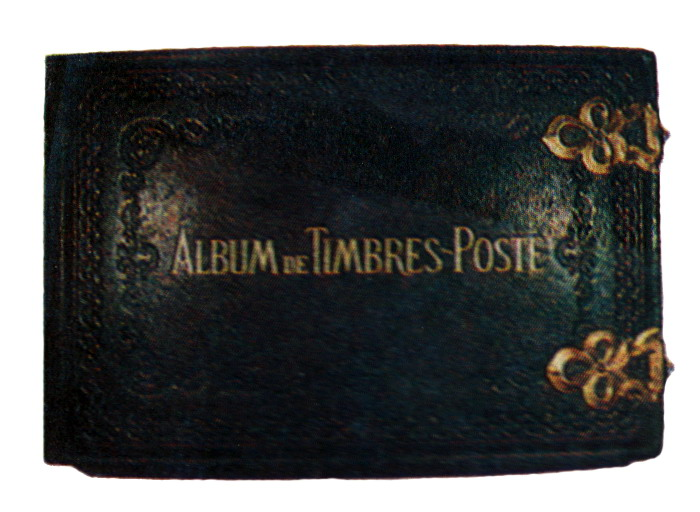
Так виглядав перший у світі альбом поштових марок «Лалльє» (Париж, 1862); скільки їх збереглося, невідомо

Альбо́м для ма́рок, або альбо́м ма́рок — книга, часто з можливістю вільно додавати аркуші, в якій зберігається та демонструється колекція поштових марок.
Альбоми — універсальний засіб зберігання марок, що використовується як для колекцій новачків, так і для колекцій світового класу. Існує практика характеризації розміру колекції кількістю альбомів, у яких вона зберігається.

## Історія
У 1774 році генеральний збирач мита Ірландії Джон Бурк (John Bourke) створив колекцію з різнокольорових квитанцій гербових марок, наклеївши декілька сотень мініатюрних податкових документів у конторській книзі. Збірка Бурка вважається першим попередником альбому для марок і першою колекцією класу «Ревеню».
Перший у світі альбом поштових марок «Лалльє» було випущено у 1862 році в Парижі (Франція). Одним з перших альбомів для марок був також альбом «V. R.» фірми «Стенлі Гіббонс», виданий на початку 1870-х років. Згодом цією ж фірмою було видано альбоми англ. «Improved» («Покращений») та ілюстрований англ. «Imperial» («Імперіал»).
У перших альбомах марки наклеювалися на листи за допомогою або власного клейового шару (як би вони наклеювалися на конверт), або додатково нанесеного клею. Скоро стало очевидно, що спроба відокремлення марки від аркуша, скоріше за все, призведе до ушкодження або марки, або аркуша, і тоді з'явилися маркові наклейки.
У другій половині 20 століття в моду увійшли складніші методи зберігання — використання прозорих пластикових конвертів (клеммташе), що убезпечують марки від ушкоджень і дають можливість вивчення їх з обох сторін. Альбоми такого типу відомі як «альбоми без наклейок» (англ. hingeless albums).

## Сучасність
Серед сучасних виробників альбомів добре відомі нім. Leuchtturm (він же англ. Lighthouse), англ. Scott, англ. Schaubek та англ. White Ace. Виробниками пропонуються щорічні оновлення сторінок альбомів для марок, емітованих у попередньому році.

## Ілюстровані альбоми

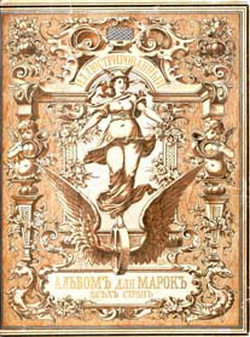
Перший російський «Ілюстрований альбом для марок всіх країн» (1889)

Крім альбомів з чистими аркушами існують також ілюстровані альбоми (з заздалегідь надрукованими зображеннями марок). У міру необхідності до них випускаються додаткові аркуші. Асортимент може бути широким: від альбомів усього світу, де місця достатньо лише для звичайних марок кожної країни або трохи більше, до альбомів по одній країні, де передбачені місця для всіх відомих марок даної держави.
Звичайний формат альбомного аркуша — віддруковане чорно-біле зображення марки на кожній позиції, зменшене за розміром таким чином, щоб справжня марка закрила його повністю, і обведене тонкою рамкою навколо марки. Підписи можуть варіюватися від мінімальної згадки про зубцівку або водяний знак до цілого абзацу з описом сюжету марки.
Альбомні аркуші майже завжди односторонні. Двосторонні листи економлять місце, але їх необхідно розділяти проміжними аркушами з тонкого паперу для недопущення зчеплення марок одна з одною.
У Росії перший «Ілюстрований альбом для марок всіх країн» було випущено в 1889 році у видавництві Отто Кірхнера. Його було підготовлено І. І. Кревінгом — одним з перших російських маркових торговців. Альбом вийшов у двох форматах — середньому та малому. У передньому слові зазначалося, що видавництво альбому мало на меті ближче познайомити всіх охочих зі збиранням марок і дати можливість колекціонерам правильно розташувати своє зібрання. Також в передньому слові давались поради, як правильно його вести. Наприклад, було рекомендовано видаляти з погашених марок зайвий папір, «щоб краще видні були зубчасті краї їхні», клею брати не більше краплі, «а краще всього застосовувати в ділі папірці» — ніжки. Всього в альбомі зафіксовано 222 поштові видання, серед яких не лише поштові марки. У верхній частині кожного аркуша, присвяченого певній країні, зазначено назву держави, площа, яку вона займає, число жителів, грошова одиниця; ліворуч розміщено портрети правителів. На останній сторінці альбому повідомлялося, що всі охочі можуть придбати «поштові, телеграфні, гербові марки, а також марки приватних поштових установ всіх країн та російських земських пошт за ціною від 1 копійки до 75 рублів, а також суміш різних марок для обклеювання кімнат, від 50 копійок за тисячу і дорожче».

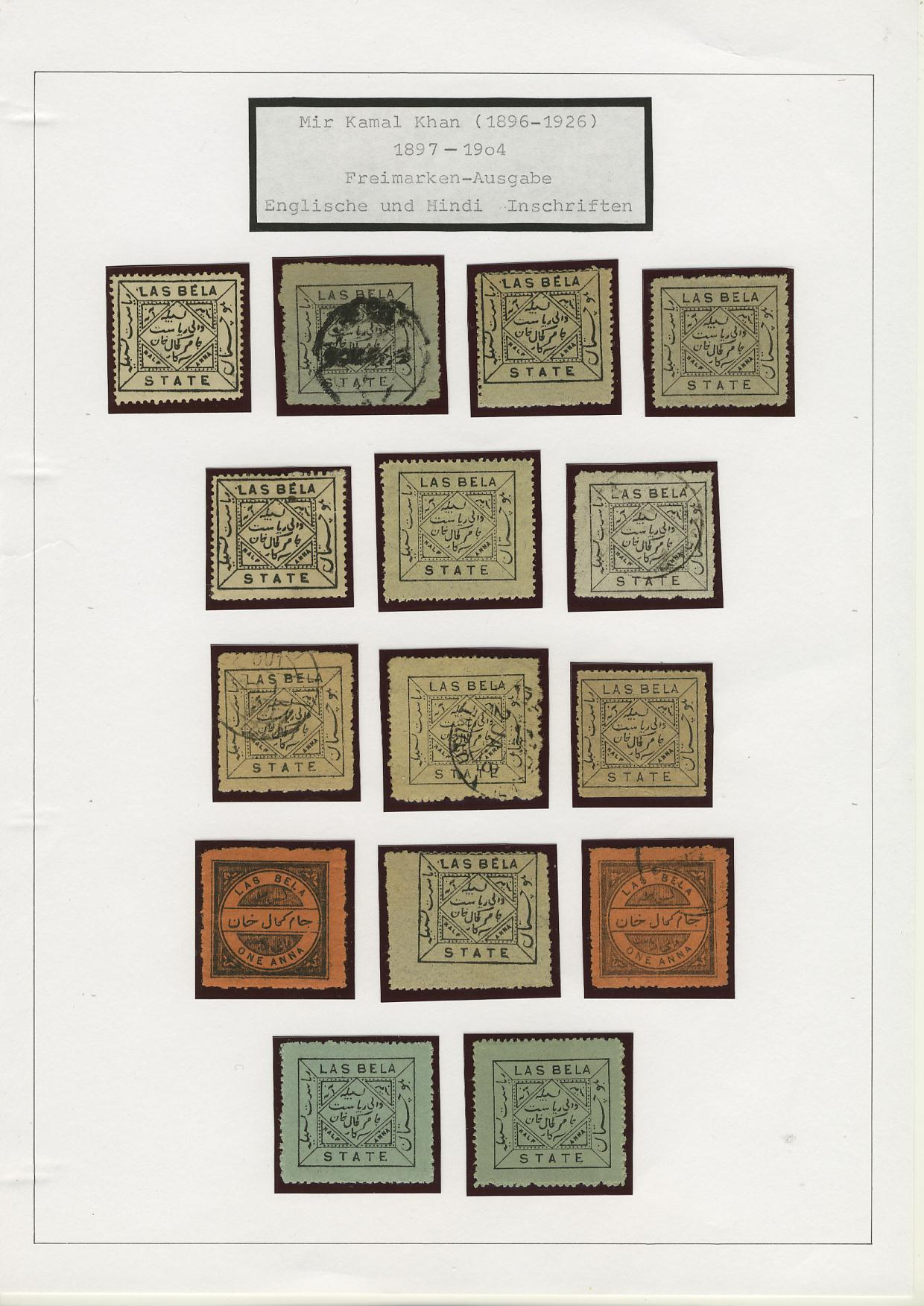
Традиційний альбом марок (без надрукованих ілюстрацій та місць для марок); показана сторінка колекції марок індійського князівства Лас Бела[en]
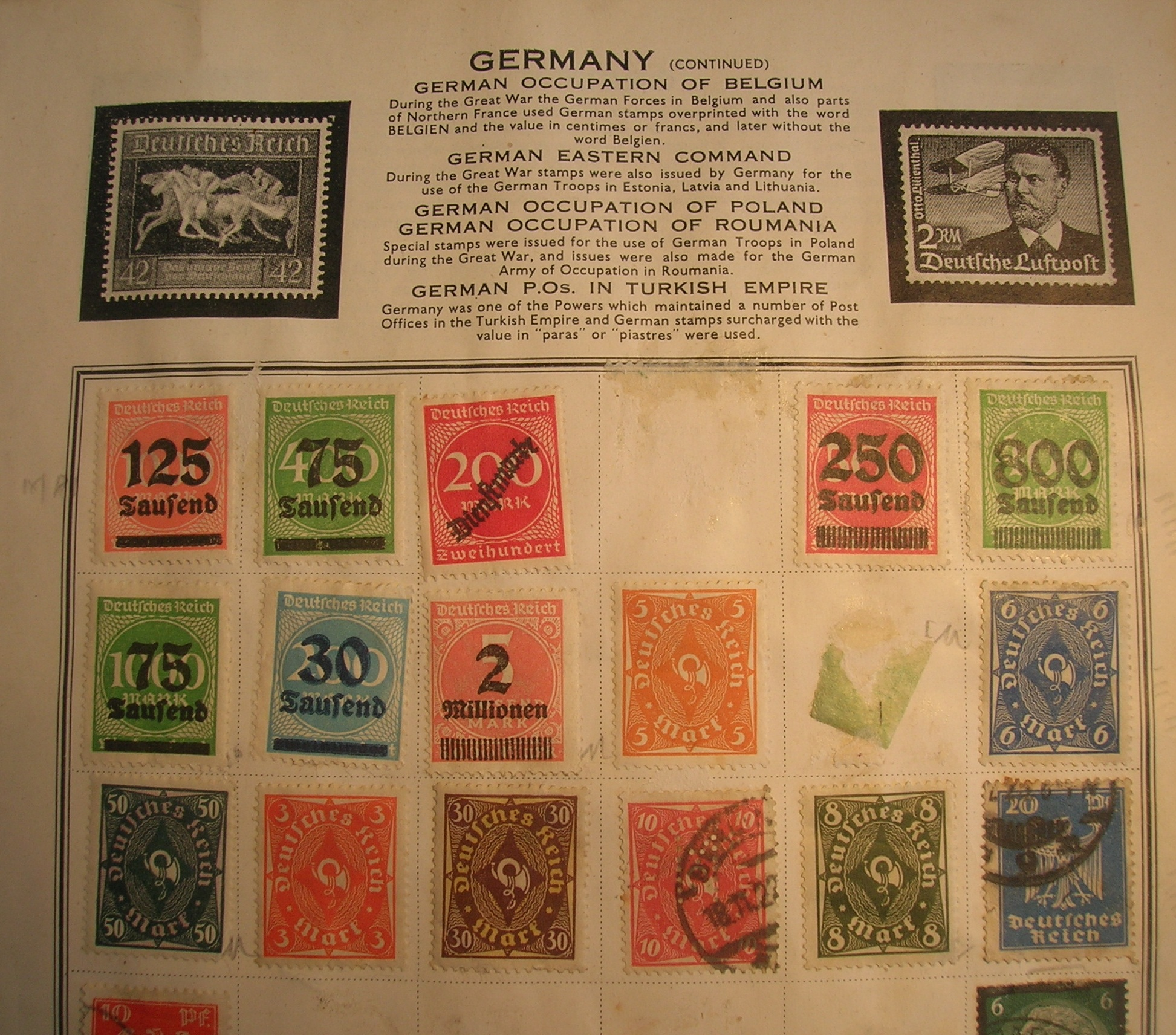
Лист альбому з передбаченими місцями для марок, але без їхніх зображень, та з поданими відомостями щодо кожної країни (на прикладі марок німецької пошти за кордоном)
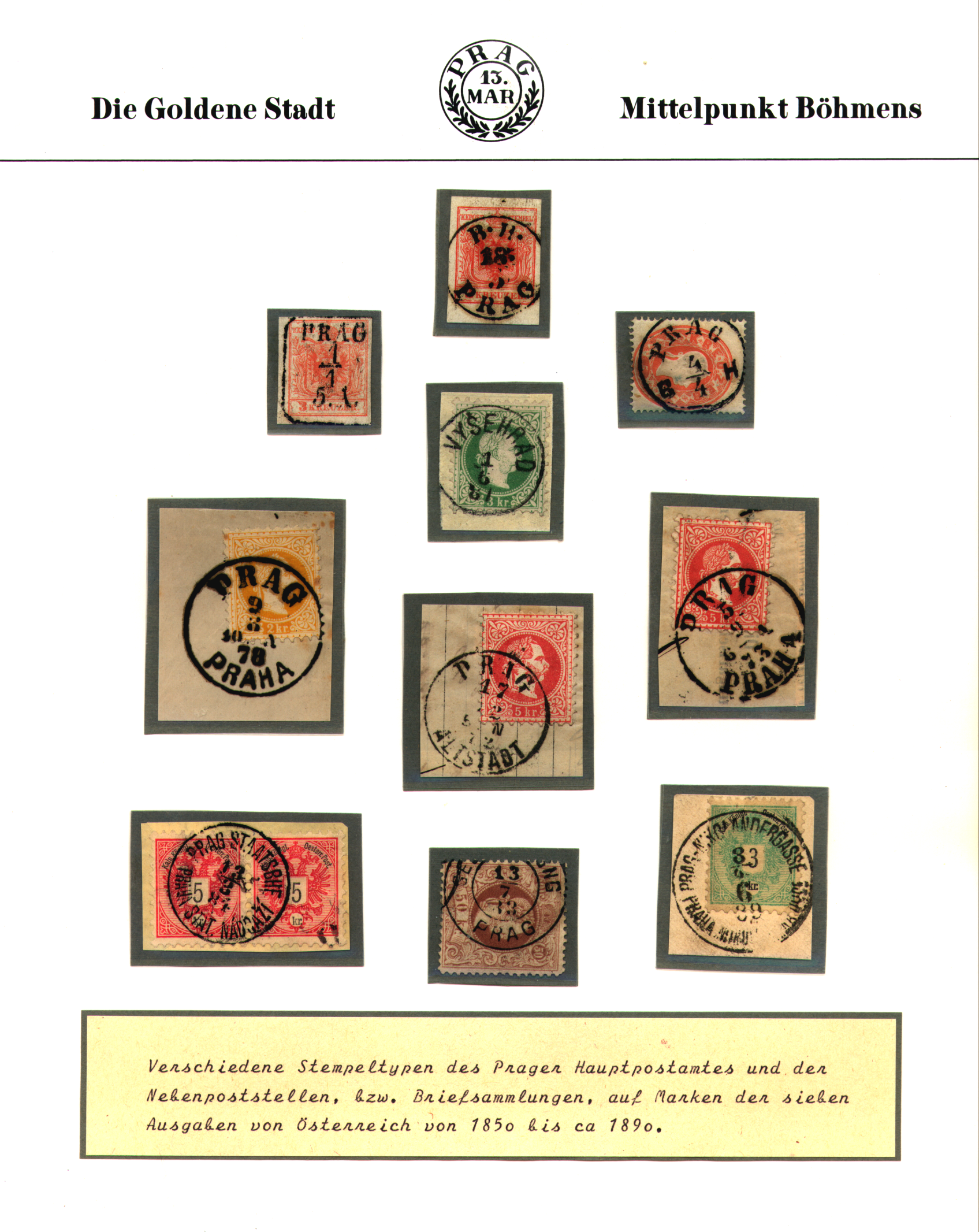
Лист стандартного альбому для колекції по маркофілії (поштових штемпелів Праги)

## Компонування альбому
Розташування марок на альбомному аркуші залежить від смаку колекціонера та призначення колекції. У колекції типу «кожної по одній» на одному аркуші можуть розташовуватися різноманітні марки, в той час як на аркуші спеціалізованої колекції може знаходитися десяток екземплярів одного й того ж типу марки, кожний з яких супроводжується описом відомостей про тип друку або відтінок кольору.
Традиційно аркуш оформлявся ручкою та чорнилами, а з появою комп'ютерів та принтерів в оформленні аркушів почали використовувати спеціалізоване програмне забезпечення. AlbumEasy є прикладом однієї з багатьох програм оформлення аркушів колекції, розповсюджується безкоштовно та може використовуватися які під Microsoft Windows, так і під GNU/Linux.

## Порядок зберігання альбомів
У альбомів покращеної якості є потовщена м'яким матеріалом обкладинка палітурки, що зменшує можливий тиск на марки з боку сусідніх альбомів, що стоять поруч на полиці. Завбачливі колекціонери не втискують альбоми щільно один до одного, щоб між аркушами могло проходити трохи повітря, аби уникнути можливого зволоження чи прилипання клейового шару.